# Сартен (кантон)
Сартен (фр. Sartène) — упразднённый кантон во Франции, находился в регионе Корсика, департамент Южная Корсика. Входил в состав округа Сартен. В 2015 году все коммуны кантоны перешли в новый кантон Сартенес-Валинко.
Код INSEE кантона — 2A53. Всего в кантон Сартен входило 7 коммун, из них главной коммуной являлась Сартен.

## Коммуны кантона
| Коммуна             | Население, чел. (2007) | Почтовый индекс | Код INSEE |
| ------------------- | ---------------------- | --------------- | --------- |
| Бельведер-Кампоморо | 162                    | 20110           | 2A035     |
| Билья               | 49                     | 20110           | 2A038     |
| Граначе             | 58                     | 20110           | 2A128     |
| Гросса              | 53                     | 20110           | 2A129     |
| Джункето            | 89                     | 20110           | 2A127     |
| Сартен              | 3 055                  | 20110           | 2A272     |
| Фоче                | 132                    | 20110           | 2A115     |

## Население
Население кантона на 2008 год составляло 3580 человек.
| 1962  | 1968  | 1975  | 1982  | 1990  | 1999  | 2006 | 2007  | 2008  |
| ----- | ----- | ----- | ----- | ----- | ----- | ---- | ----- | ----- |
| 3 155 | 3 360 | 4 140 | 3 476 | 3 960 | 3 863 | —    | 3 598 | 3 580 |